# Esteban Andrés Suárez
Esteban Andrés Suárez, oftast bara kallad Esteban, född den 27 juni 1975 i Avilés, är en spansk före detta professionell fotbollsspelare som avslutade karriären i Real Oviedo i Segunda División B.
Han påbörjade sin karriär i Real Avilés Industrial 1994 och har sedan dess spelat för storklubbar som Sevilla och Atlético Madrid.